# Хорње Семеровце
Хорње Семеровце (слч. Horné Semerovce) насељено је мјесто са административним статусом сеоске општине (слч. obec) у округу Љевице, у Њитранском крају, Словачка Република.

## Становништво
| Година:    | 1994. | 2004.   | 2014.   | 2024.   |
| ---------- | ----- | ------- | ------- | ------- |
| Број људи: | 638   | 625     | 612     | 640     |
| Разлика:   |       | -2,03 % | -2,08 % | +4,57 % |

| Година:    | 2023. | 2024.   |
| ---------- | ----- | ------- |
| Број људи: | 633   | 640     |
| Разлика:   |       | +1,10 % |

Према подацима о броју становника из 2011. године насеље је имало 612 становника.